# Frédéric Chatillon
Pour les articles homonymes, voir Chatillon.
Frédéric Chatillon, né le 15 février 1968 à Armentières (Nord), est un chef d'entreprise et militant politique français d'extrême-droite.
Président du Groupe union défense (GUD) pendant ses études, il est ensuite patron de l'agence de communication Riwal, prestataire de services pour le Front national, le micro-parti Jeanne et le régime syrien de Bachar el-Assad. Il occupe également la fonction de conseiller de Marine Le Pen.

## Biographie
Né en 1968 à Armentières (Nord), Frédéric Chatillon vit dix-sept ans entre le Maroc et la Côte d'Ivoire, avant de venir étudier au lycée militaire de La Flèche dans la Sarthe. Il part ensuite à Paris où il est étudiant en informatique avant de se reconvertir en 1995 dans la communication par l'intermédiaire de sa société Riwal.

### Activité professionnelle
Via sa société Riwal, Frédéric Chatillon travaille pour des entreprises et associations, dont des groupes du secteur agroalimentaire, le régime syrien ou encore la Fondation Brigitte-Bardot. Il fonde également, avec ses amis Jildaz Mahé O'Chinal et Philippe Péninque. La société Taliesin édite le magazine Cigale, distribué gratuitement dans les boulangeries. Il utilise les pseudonymes « Frédéric Dalle » et « Frédéric Castillon ».

#### Liens et activités à l'étranger

##### En Syrie
En 1994, il se rapproche de Moustapha Tlass, ministre de la Défense syrien d'Hafez el-Assad ; le régime finance alors les activités du GUD et voit en Chatillon une porte ouverte sur les mouvements extrémistes occidentaux,. Riwal élargit ses activités, notamment avec sa filiale Riwal Syria, « spécialisée dans la promotion des sociétés privées et des institutions publiques syriennes en France ». L'agence crée notamment le site du ministère du tourisme syrien qui assure la communication du régime en France,. En décembre 2009, Riwal Syria réalise une campagne pour le ministère syrien du tourisme, en faisant tourner un car dans Paris pendant deux semaines, avec le slogan « Syrie, une nouvelle ère »,.
Selon Le Monde, Chatillon, « fervent supporter du Hezbollah », « a, de longue date, des amitiés solides et haut placées à Damas ». Il effectue ainsi un voyage, en 2006, au Liban et en Syrie en compagnie d'Alain Soral et de Dieudonné, ainsi qu'un autre voyage de presse en août 2011, aux côtés de Thierry Meyssan, l'animateur du Réseau Voltaire, et Alain Corvez, ancien militaire, « intervenant récurrent des médias d’extrême droite, de RT France et du Média ». Ami de Moustapha Tlass, Frédéric Chatillon fréquente également son fils, Manaf Tlass, ex-général de la garde présidentielle.
En juin 2011, trois mois après le début des manifestations contre Assad, le président de la Syrie, Chatillon lance le site InfoSyrie, présenté comme « organe de réinformation » qui diffuse la propagande pro-régime. Ce site, pro-Assad, accuse le général Manaf Tlass d'avoir commis « une désertion devant l'ennemi » en s'exilant à Paris. Selon le service de recherche Whois, InfoSyrie est domicilié à la même adresse et enregistré au nom de Riwal. Chatillon confirme avoir construit le site, mais, selon lui, si Riwal est « chargé du développement et de la maintenance [la société] n'intervient en aucun cas sur le contenu ou la ligne éditoriale » d'InfoSyrie. Il tient par ailleurs un blog de « réinformation » en soutien au régime d'Assad.
En octobre 2011, Chatillon participe à la manifestation pro-Assad au Panthéon à Paris, meeting « ponctué de saluts hitlériens » selon L'Express,.
En décembre 2013, il se rend en Syrie, accompagné d'une quinzaine de personnes d'extrême-droite, dont Charles de Meyer, Benjamin Blanchard, Damien Rieu et Charlotte d'Ornellas, pour la première action de la toute nouvelle ONG SOS Chrétiens d'Orient,. Ami de longue date du journaliste Régis Le Sommier, il l'aurait également introduit auprès du régime syrien, lui permettant de réaliser plusieurs interviews de Bachar el-Assad.
En mars 2016, il figure dans la délégation française reçue par Bachar el-Assad, qui mêle députés Les Républicains et figures d'extrême droite.

##### Au Liban
D'après Mediapart, Frédéric Chatillon « a de solides amitiés en Syrie et au Liban, parmi lesquelles des cadres du Hezbollah et le président Aoun lui-même ».

##### En Italie
Dans le courant de l'année 2014, l’information judiciaire ouverte en avril sur les malversations présumées de sa société Riwal et Jeanne, le micro-parti de Marine Le Pen, dont il a été le prestataire de service presque exclusif, le pousse à s'installer en Italie et à y transférer le cœur de ses affaires en créant notamment Riwal Italia SRL.
Il s'appuie là-bas sur ses contacts issus de CasaPound, un mouvement néofasciste italien. Il participe activement aux voyages de Marine Le Pen en Italie en mars et octobre 2011, puis en 2012,,. Il fréquente également la Ligue du Nord.
En 2013, alors que le Front national connaissait des difficultés financières, il parvient à obtenir un prêt de 10 millions d'euros auprès de banques italiennes.
En mai 2021, par l'intermédiaire du comptable et homme politique d'extrême droite Massimo Corsaro (it), il tente d'implanter à Milan une société nommée Edda, qui fait l'objet d'un signalement à l'Unité d'informations financière de la Banque d'Italie. Une note sur Frédéric Chatillon est ouverte par la banque.

### Engagement politique

#### Militantisme à l'extrême droite radicale
Frédéric Chatillon est un ancien cadre du Groupe union défense (GUD), un groupe d'extrême droite dont il est le principal animateur parisien durant les années 1990 (c'est à cette époque qu'il rencontre Marine Le Pen à Université Panthéon-Assas,). Il en prend la tête en 1992. L'année suivante, une note rédigée par la police signale que l'aggravation constatée de la violence en milieu étudiant serait le fait du « Groupe Union Défense », la « formation la plus virulente actuellement, dont la vacuité idéologique n’a d’égale que cette propension débridée à la violence ». En 1993, pour les 25 ans du GUD, il choisit une affiche provocatrice antisioniste, et sera qualifié par les Renseignements Généraux « d'activiste violent ». En 1994, il organise une manifestation à Paris, avec le slogan « Bienvenue aux ennemis de l'Europe ! », afin de protester contre les bombardements annoncés de l'Otan sur la Serbie.
Il cosigne, avec Thomas Lagane et Jack Marchal, un livre consacré à l'histoire de ce mouvement, et dans lequel son compagnon du GUD Axel Loustau signe quelques textes. Étudiant, il avait créé avec Jildaz Mahé O'Chinal une association, Le Marteau de Thor, spécialisée dans les arts martiaux ; en 2009, O'Chinal, cofondateur d'Égalité et Réconciliation, le mouvement d'Alain Soral, travaille avec Chatillon à l'agence Riwal, dont Axel Loustau est actionnaire.
En 2006, il se rend au Liban et en Syrie accompagné de Dieudonné, Thierry Meyssan et Alain Soral, des personnalités réputées pour leur antisionisme.
Avec d'autres « gudards », Frédéric Chatillon a notamment assuré la protection des négationnistes Robert Faurisson et Roger Garaudy. Il a également travaillé dans la principale librairie négationniste de France, Ogmios. En 1993, il fait partie des quatre personnes — avec Philippe Randa — qui y sont interpellées lors d'une descente de police.
En 1992, il effectue deux voyages en Espagne pour y rencontrer Léon Degrelle — ce qu'il qualifie en 2009 de « moments très très forts », déclarant « J'avais 20 ans quand j'ai serré la main de Léon Degrelle. Je l'ai fait comme j'aurais serré celle d'un général de l'armée soviétique qui a libéré Berlin. » — et se rend en Belgique pour assister au 50e anniversaire de la « Légion SS Wallonie ».
Le 26 décembre 2008, il est présent au spectacle de Dieudonné au Zénith de Paris, au cours duquel il fait monter Robert Faurisson sur scène.
En 2010, il signe la pétition de Paul-Éric Blanrue pour l'abrogation de la loi Gayssot.
En février 2014, la justice déboute Frédéric Chatillon de son assignation en référé pour injures contre le journaliste Frédéric Haziza, qui le qualifie de néonazi et de négationniste dans son ouvrage Vol au-dessus d'un nid de fachos. Durant le procès, « Denis Le Moal, ex-gudard devenu chef d’entreprise, dresse un portrait idéologique de ce proche de Le Pen qui cultive, selon lui, "aujourd’hui comme hier une haine maladive des juifs" ». D'après lui, « il ne s'agit aucunement d'erreurs de jeunesse » : ses « engagements de jeunesse » et ses « rapports avec les milieux néonazis français ou européens ne se sont jamais démentis », l'attestation versée au dossier se termine par ces mots : « Le seul élément contestable, dans l'emploi du qualificatif néonazi, concernant Chatillon, est l'emploi abusif de "néo" ». L'intéressé dément sur son compte Facebook être nazi.
En 2020, Valérie Igounet assure qu'il « reste en relation avec des néofascistes et la mouvance négationniste ». En juin 2020, il participe à une manifestation contre les mesures sanitaires liées à la pandémie de Covid-19 organisée par CasaPound.

#### Activité auprès du Front national

##### Prestataire de services pour le FN
Selon le livre enquête Marine est au courant de tout...(Marine Turchi, Destal, 2017) « consacré à l’ascension du premier cercle de Marine Le Pen », c'est sous l'influence de Philippe Péninque — qui a abandonné le militantisme violent afin de « rentrer dans le système pour le combattre de l’intérieur » — que Frédéric Chatillon et ses camarades du GUD se lancent dans l'entreprenariat, après avoir entendu ce conseil : « Vous êtes des géants militaires, mais des nains politiques. Arrêtez de faire les cons et de vous faire mettre en prison. Maintenant, c’est un autre monde, si vous voulez combattre, il faut faire des études, travailler, devenir puissant, exister. ». Les « gudards » créent des dizaines de sociétés dans lesquelles actionnaires, amis, membres familiaux se croisent et se succèdent. Pour les journalistes, « La plus emblématique de ces entreprises n'est autre que Riwal », à la suite de la conquête de trois mairies par le FN lors des élections municipales françaises de 1995, une agence de communication qui devient, entre autres, un « prestataire de services » du Front national, selon les termes du parti.
Selon Abel Mestre du Monde, « elle a succédé aux éditions des Monts d'Arrée », qui n'ont publié qu'un seul ouvrage, et qui « a rassemblé la fine fleur du GUD — Groupe Union Droit — du début des années 1990 ». Riwal décroche notamment la réalisation du journal municipal de Marignane.
En 2011, à la suite d'un signalement de TRACFIN, Chatillon et Riwal font l'objet d'une enquête, qui est close par le parquet en avril 2012 sans donner lieu à des poursuites judiciaires.
En 2012, Riwal assure la publication des tracts du FN lors de la campagne présidentielle. La société fabrique également les kits de campagne proposés par le micro-parti Jeanne aux candidats FN pour les cantonales de 2011. Lancé par des proches de Marine Le Pen fin 2010, Jeanne est présidée par Florence Lagarde mariée avec Jildaz Mahé O'Chinal, cofondateur d'Égalité et Réconciliation et bras droit de Chatillon à Riwal. Un autre « gudard », Axel Loustau, est le trésorier du micro-parti.
L'Express et Mediapart soutiennent qu'à l'occasion des élections législatives de 2012, l'acquisition du « kit de campagne » — devenu obligatoire — est facturée aux environs de 16 000 euros,. La dépense intégrée dans les comptes de campagne des candidats est partiellement remboursée par l'État dès lors que le candidat a obtenu au moins 5 % des suffrages exprimés. Selon Mediapart, le chiffre d'affaires de Jeanne a atteint 8 917 082 euros et le véritable bénéficiaire de ce système « est l’entreprise de communication prestataire de Jeanne […] Riwal », dirigée par Frédéric Chatillon, « souvent présenté dans les couloirs du FN comme "l’argentier officieux de Marine" ».
En janvier 2022, Le Monde révèle que Frédéric Chatillon et Axel Loustau détiennent 45% d'e-Politic, une agence de communication fournissant des prestations au Rassemblement national et qui s'occupe notamment de la campagne numérique de Marine Le Pen. Elle a été ouverte quelques mois après l'ouverture d'une enquête sur l'affaire des kits de campagne. Le quotidien révèle également que Chatillon détient ou détenait des parts de l'agence de voyages Dreamwell et de la société de production audiovisuelle Stream on Fire, des sociétés ayant fournit des prestations au RN durant les élections européennes de 2019.
En mai 2023, Le Monde révèle que Frédéric Chatillon est également actionnaire d'Unanime, aux côtés de sa femme Sighild Blanc, une société qui est chargée de l'impression des revues du RN depuis 2020,.

##### Conseiller de Marine Le Pen
Via sa société, Frédéric Chatillon devient un conseiller officieux de Marine Le Pen. Caroline Fourest, en 2011, considère qu'il a pris la place qu'occupait François Duprat auprès de Jean-Marie Le Pen en tant que représentant de la tendance nationaliste révolutionnaire. À l'occasion de l'élection présidentielle de 2012, il précise, sur Twitter, avoir voté pour Marine Le Pen au premier tour et François Hollande au second. Il est parmi les premiers à conseiller à Marine Le Pen de mettre Jean-Marie Le Pen à l'écart du FN. Sa proximité avec Marine Le Pen est perçue comme une contradiction avec la stratégie de dédiabolisation du Front national ; celle-ci le présente comme « un de [ses] amis et au passage un très bon fournisseur, compétent », et affirme que son engagement à l'extrême droite appartient au passé, à l'instar de nombreuses autres personnalités politiques « qui ont eu, à 20 ans, des engagements à l'extrême droite ou à l'extrême gauche ».
Dans un documentaire diffusé par Envoyé spécial le 16 mars 2017, l'ex-conseiller de Marine Le Pen, Aymeric Chauprade s'exprime pour la première fois sur les « hommes de l'ombre » qui entourent la présidente du FN. Selon lui, « Marine Le Pen n'est pas libre, elle est tenue par ces gens [Frédéric Chatillon, Axel Loustau et Philippe Péninque]. Si elle arrive au pouvoir, ces gens seront le pouvoir. Il n'y a aucune raison que ce groupe disparaisse. C'est le groupe qui aura amené Marine Le Pen au pouvoir. C'est l'économie du Front national. Ce sont les secrets de Marine Le Pen ».
Durant la campagne présidentielle de 2017, il participe à la recherche de parrainages de maires pour Marine Le Pen et il est salarié à mi-temps de l'équipe de la candidate en tant que « coordinateur technique du print et du web ».
En mai 2023, Marine Le Pen réagit à des propos de Frédéric Chatillon manifestant son intention de se rendre au défilé néofasciste en la mémoire de Sébastien Deyzieu en 2024 en le menaçant de couper les liens avec lui. Elle estime que « le fait d'ostensiblement participer à ce type de manifestation exprime, manifestement, une volonté de nuire » au Rassemblement national. Selon Le Monde, Le Pen avait auparavant déjà tenté de couper les liens entre son parti et Frédéric Chatillon « en envoyant jouer les missi dominici à Rome un député européen du RN ». En juin 2023, elle confirme cependant que le RN compte continuer à travailler avec la société de communication E-Politic, partiellement détenue par Chatillon.

## Vie privée
Frédéric Chatillon est séparé de Marie d’Herbais de Thun, amie d'enfance de Marine Le Pen, présentatrice du blog vidéo de Jean-Marie Le Pen et employée au service de communication du FN,. Celle-ci s'est présentée à deux reprises aux législatives, la dernière fois en 2012 dans la deuxième circonscription de la Sarthe,, où elle obtint un peu moins de 15 % des voix derrière Marietta Karamanli (PS, 43,46 %) et Philippe Métivier (UMP, 29,32 %). Elle quitte le FN en avril 2015. Le couple a quatre filles et deux fils. Jean-Marie Le Pen est le parrain de l'une de ses filles. Le 28 mai 2024 , le journal Gala révèle que Jordan Bardella fut le compagnon de sa fille Kerridwen.
Sa nouvelle compagne, avec laquelle il se marie en juillet 2021, est Sighild Blanc, née le 2 août 1982 à Dieppe. Elle est la petite-fille de Robert Blanc, un ancien Waffen-SS français et la nièce d'Anne-Laure Blanc, ancienne cadre d’Europe-Jeunesse et du GRECE (Groupement de recherche et d'études pour la civilisation européenne) Île-de-France. Elle est également la petite-nièce de Jean-Yves Le Gallou. Elle est dirigeante de la société Unanime qui a réalisé une maquette et l'impression de journaux du FN en 2012 et imprime notamment Vu d’Europe, le magazine du groupe Identité et démocratie au Parlement européen. Par ailleurs, elle a déposé à l'Institut national de la propriété industrielle le nouveau slogan « Au nom du peuple », de la candidate Marine Le Pen pour l'élection présidentielle française de 2017. Elle est aussi mise en examen pour abus de biens sociaux, recel et blanchiment d’abus de biens sociaux dans l'affaire du financement du FN et de Jeanne.
Il a pour religion le néopaganisme germano-nordique.

## Affaires judiciaires

### Financement du FN

#### Financement des campagnes électorales du FN à partir de 2011
Frédéric Chatillon est mis en examen le 23 janvier 2015, à l’issue d’une garde à vue de quarante-huit heures, pour « faux et usage de faux », « escroquerie », « abus de biens sociaux » et « blanchiment d’abus de biens sociaux ».
Dans un résumé daté du 30 janvier 2015, Valéry Hache de L'Express établit un parallèle entre l'Affaire Jeanne et l'affaire Bygmalion, la journaliste note « le trait commun dans les défenses des personnes mises en cause. Des deux côtés, on affirme que le financement des campagnes a été validé par la Commission nationale des comptes de campagne (CNCCFP). », elle rappelle que la CNCCFP n'a pas les moyens de vérifier la surfacturation des prestations : « Cette enquête-là est désormais entre les mains de la justice ».

#### 8 avril 2015: Interdiction de relation commerciale avec le FN
Le 8 avril 2015, Frédéric Chatillon est de nouveau mis en examen — cette fois, en tant que personne morale — pour « financement illégal de parti politique ». Selon les termes de son contrôle judiciaire, la société Riwal a « l’interdiction d'entretenir une relation commerciale directe ou indirecte avec le FN dans le cadre des élections. »
Des journalistes du Monde relèvent cependant que Riwal a édité un tract pour le FN pendant la campagne pour les élections régionales de 2015, mais qui ne fait pas mention de ces dernières et n'est donc pas considéré comme faisant partie de la campagne du FN.
En avril 2016, le journal Le Monde dans le cadre des Panama Papers avance qu'« un système offshore sophistiqué a été mis en place [...] pour sortir de l’argent de France, au moyen de sociétés écrans et de fausses factures avec la volonté d’échapper aux services antiblanchiment français ». Peu de temps après, Frédéric Chatillon montre, documents à l'appui, que ces sommes transférées à l'étranger ont été déclarées dans les bilans comptables et ont été soumis à l'impôt en France.
Le journal en Ligne Atlantico contredit les arguments du journal Le Monde et qualifie l'affaire de "pétard mouillé" en insistant sur le fait que les investissements évoqués par Le Monde sont connus depuis 18 mois par les juges Van Ruymbeke et Buresi et qu'ils n’y ont rien trouvé à redire. Même position du côté de l'administration des impôts qui n'engage aucune poursuite, validant ainsi la régularité de ces transactions.

#### 15 février 2017: affaire Jeanne, contrôle judiciaire
Le 15 février 2017, Frédéric Chatillon est une troisième fois mis en examen, dans le cadre de l'information judiciaire ouverte en novembre 2015 concernant l'affaire Jeanne.
Le contrôle judiciaire, assorti aux mises en examen, lui interdit, comme à la société Riwal d'entretenir toute « relation commerciale avec le FN dans le cadre des élections ». Frédéric Chatillon assure à Europe 1 qu'il n'a « aucune intention de contourner son contrôle judiciaire », il ajoute que les « sociétés qu'[il] dirige ou qui sont sous [sa] dépendance n'interviendront ni directement, ni indirectement dans les campagnes à venir du Front national ». Axel Loustau reprend le marché du matériel de campagne du parti avec sa société Presses de France, créée en 2015 ,. Pour les journalistes du Monde, Riwal travaille toujours pour le Front national, et Frédéric Chatillon qui contrôle le groupe Erer est — avec Paul-Alexandre Martin — un des principaux actionnaires de la société e-Politic, qui a réalisé et mis en ligne le site officiel de campagne Marine2017.fr, un « nouvel outil essentiel pour la cause nationale », assure Marine le Pen. Dans un entretien à Télérama, les auteurs de Marine est au courant de tout… confirment, qu'en son nom propre et par le jeu des filiales, Frédéric Chatillon conserve « une part de contrôle sur la campagne ».

#### Interdit de relation commerciale avec le FN, mais salarié du parti
Le 21 mars 2017, Le Canard enchaîné révèle qu'alors que la justice lui avait interdit toute relation commerciale avec le Front national dans le cadre des élections, Frédéric Chatillon est devenu salarié du parti. Il confirme à l'AFP qu'il est chargé de mission pour la campagne présidentielle de Marine Le Pen depuis novembre 2016, pour 2 550 euros brut mensuels n, pour un mi-temps avec des fonctions de « coordinateur technique du print et du web ». En février 2017, Louis Aliot et Gilbert Collard prennent leurs distances avec Frédéric Chatillon lors d’une rencontre avec la Confédération des juifs de France et des amis d’Israël (CJFAI). Louis Aliot déclare que Frédéric Chatillon, salarié du parti, « n'a aucune responsabilité exécutive au sein du Front National », Gilbert Collard affirme lui : « les gens qui sont discutables, je suis pour qu'on les vire ! ».
En octobre 2018, Frédéric Chatillon est renvoyé en correctionnelle.

#### Procès et condamnation
Le procès se tient du 6 au 29 novembre 2019,,.
Par jugement rendu en première instance le 16 juin 2020, le tribunal condamne Frédéric Chatillon à une peine de trente mois de prison dont dix ferme et 250 000 euros d'amende « pour plusieurs escroqueries ainsi que pour une longue série d’abus de biens sociaux au préjudice de son entreprise, estimée à 500 000 euros par le tribunal », concernant sa société Riwal. Il doit, en outre — in solidum avec Jean-François Jalkh, le micro-parti Jeanne et deux autres protagonistes —, dédommager l'État de son préjudice, estimé à « quelque 860 000 euros »,,. Il bénéficie toutefois d’un aménagement de peine avec port d'un bracelet électronique.

### Accusation d'appel à la violence
En mai 2023, Mediapart porte plainte contre Frédéric Chatillon en raison d'un appel à la violence contre l'un de ses journalistes sur son compte Instagram.

## Ouvrage
- Dir. avec Thomas Lagane et Jack Marchal, Les Rats maudits : histoire des étudiants nationalistes, 1965-1995, Les Monts d'Arrée, 1995  (ISBN 2-911387-00-7)